# Giovanni Bertinetti
Pour les articles homonymes, voir Bertinetti.

Couverture du roman Il gigante dell'apocalisse de Giovanni Bertinetti, S. Lattes & C., 1930. Illustration de Carlo Nicco (1883-1937).

Giovanni Bertinetti, né à Turin 22 février 1872 et mort dans la même ville le 11 octobre 1950, est un écrivain italien de science-fiction et de littérature pour la jeunesse. Il a également publié des livres pratiques sous les pseudonymes Ellick Morn et Donna Clara, et écrit des pièces de théâtre en dialecte piémontais.

## Biographie
Giovanni Bertinetti est surtout connu pour un ouvrage de littérature italienne pour la jeunesse, Le orecchie di Meo, en 1930, illustré par Attilio Mussino. Il s'agit d'une contamination de Pinocchio. Ce roman a connu une suite en 1938.
On s'en souvient également comme d'un des auteurs de science-fiction du début du XXe siècle, avec Ipergenio il disinventore (1925) et trois romans de 1930, Il gigante dell'apocalisse, l'histoire d'un robot cyclopéen volant, Il rotoplano "3bis" et une course dans la stratosphère.
Il est également l'auteur d'un grand nombre d'imitations de romans d'Emilio Salgari, parmi lesquels Il fantasma di Sandokan (1928), republiés de nombreuses fois dans les années qui ont suivi.
Ses romans de fiction ont fourni le sujet à divers films muets.
Dans un essai publié en 1928, Il libro del dopolavoro, il est parmi les premiers auteurs à se pencher sur la question du temps libre.
Il a publié trois livres de psychologie sous le pseudonyme d'Ellick Morn, et divers manuels de décoration, économie domestique ou beauté destinés aux femmes sous le pseudonyme de Donna Clara.
Il a également été actif dans le domaine du théâtre dialectal piémontais, en écrivant des comédies réalistes et moralisantes.